# Epic Drama
Az Epic Drama csatorna olyan piacokon indult el 2017. december 14-én, mint Bulgária, Csehország, Görögország, Horvátország, Lengyelország, Magyarország, Románia, Szerbia, Szlovákia, Törökország és Ukrajna. A drámák rajongói elismert  sorozatok közül választhatnak számos műfajból: krimi és rejtély, irodalmi klasszikusok, politika, történelmi, háborús, akció, kaland és fantázia. A palettán  kosztümös drámák találhatók a világ minden pontjáról, így többek között egyesült királyságbeli, egyesült államokbeli, spanyol, francia, olasz, ausztrál és kanadai produkciók is jelen vannak. Korábban a Viasat History-n mint műsorblokk jelent meg.
A csatorna tulajdonosa a Viasat World Ltd.
A csatorna hangja  László M. Miksa a Viasat csatornák egykori hangja volt. Jelenlegi hangja Hám Bertalan.
A csatornán 2020. október 1-én az esti órákban adáshibáról szóló tájékoztató szöveg volt látható.

## Műsorkínálat

### Jelenlegi sorozatok
- Babylon Berlin
- Egy fiatal orvos feljegyzései
- Fordulat: Washington kémei
- Frankie Drake rejtélyek
- Miss Fisher rejtélyes esetei
- Murdoch nyomozó rejtélyei
- Oxfordi gyilkosságok
- Poldark
- Rintoo A tigris TV sorozat (Sugárzását a Megamax vette át)
- Tudorok
- Világok harca

### Szünetelő sorozatok
- 54 óra
- A berlini Farkasok
- A kék könyv-projekt
- Beowulf: Visszatérés a pajzsföldekre
- A tengeralattjáró (Das Boot)
- Dead Still
- Jamestown
- Kémek küldetése
- Kurtizánok kora
- Mrs Wilson
- Scarlet kisasszony és a Herceg